# Christian Denis
Pour les articles homonymes, voir Denis.
Christian Denis est un romancier français.

## Biographie
Il est né le 12 juillet 1953 à Saint-Julien-de-Concelles (Loire-Atlantique) dans une famille bourgeoise de médecins. Il fait des études de lettres à l'université de Nantes et est titulaire d'un doctorat de linguistique.

## Publications
- 1996 Métro boulot dodo (entretiens avec Pierre Béarn)  (ISBN 978-2-84031-053-2)

## Romans
- 1999 Le mystère de l'ambre jaune,  (ISBN 2-910781-72-0)
- 1999 Objectif thune,  (ISBN 2-84497-000-1)
- 2000 On a marché sur la Dune,  (ISBN 2-84497-005-2)
- 2000 Du raisiné dans le vignoble   (ISBN 2-910781-97-6)
- 2001 Passé décomposé,  (ISBN 2-84497-024-9)
- 2001 Bon à tirer,  (ISBN 2-84497-023-0)
- 2001 Petits meurtres bigoudens,  (ISBN 2-84497-013-3)
- 2002 Accord parental souhaitable ?'  (ISBN 2-84497-025-7)
- 2003 Et si cela vous arrivait ?  (ISBN 2-84497-037-0)
- 2003 Le cercle des potes disparus   (ISBN 2-913555-45-4)
- 2003 Gilles de Rais, chronique d'un tueur en série  (ISBN 2-9513175-5-7)
- 2005 Retour à La Grière-plage  (ISBN 2-916088-00-8)
- 2005 Petits meurtres Nantais  (ISBN 2-916365-00-1)
(réédition en mars 2012)
- 2006 La duchesse des Nantais  (ISBN 2-9527449-0-4)
- 2006 Massacre à la Faute-sur-Mer
- 2007 Terreur  aux Sables d'Olonne  (ISBN 978-2-9527449-5-9)
- 2007 Coup de Génie  (ISBN 978-2-9527449-1-1)
- 2007 Hécatombe à La Roche-sur-Yon  (ISBN 978-2-9527449-9-7)
réédition en 2015 avec le sous-titre "A qui prophète le crime?"
- 2008 "Retour au Pays bigouden" (mars)  (ISBN 2-9527449-3-9)
- 2009  Le Cercle des Potes disparus 2 (mars)  (ISBN 9-782952-744966)
- 2009 de Préfailles en Saint-Nazaire (juillet)  (ISBN 9782952744973)
- 2009 le médecin de L'Aiguillon-sur-Mer (décembre)  (ISBN 9782952744980)
- 2012 du rififi à Tébrignolles-sur-mer  (ISBN 9782952744928)
- 2012 des Nantais nantis (décembre)  (ISBN 9782954336909)
- 2016 (Mai) Bienvenue en Vendée  (ISBN 9782954336916)
- 2018 (juin) Vague d'effroi à Talmont  (ISBN 9782954336923)
- 2022 Leçon à Luçon
- 2022 Bons Baisés de La Tranche-sur-mer